# Америка
Аме́рика — часть света, объединяющая два материка, Северную и Южную Америки, а также близлежащие острова (включая Гренландию). 
Также называется Новым Светом. Обычно в этой части света выделяют Северную Америку (США, Канаду, Мексику и острова к востоку от них), Южную Америку (страны материка Южная Америка), Центральную Америку (страны североамериканского континента на юг от Мексики) и Карибский бассейн (государства и колонии на островах Карибского моря, раньше этот регион называли Вест-Индия).
В культурном, лингвистическом и историко-политическом плане выделяют также Латинскую Америку (материковые испаноязычные, португалоязычные и франкоязычные страны); англоязычные страны региона (в первую очередь США и Канаду, исключая Квебек, а также территории Британской Вест-Индии) называют Англо-Америкой.
Для классификации 36 государств и 17 зависимых территорий Америки пользуются принятой ООН систематизацией по географическому и лингвистическому принципу.
Слово «Америка» нередко употребляется как синоним одного из государств этой части света — Соединённые Штаты Америки («американский» — значит произведённый в США, находящийся в США и т. д.).
Общая площадь Америки составляет 42 549 000 км², что на 4,5 % меньше территории Азии и делает её второй по величине частью света. Крупнейшими по территории государствами являются Канада (9 984 670 км²), США (9 147 593 км²) и Бразилия (8 515 767 км²). Общая численность населения составляет свыше 953 млн жителей, что делает Америку третьей по населению частью света после Азии и Африки. Крупнейшими по населению государствами являются Соединённые Штаты Америки (333 449 281 чел.) и Бразилия (207 353 391 чел.).

## Этимология
Есть версия, что Америка названа по имени Америго Веспуччи, флорентийского путешественника. Он, в свою очередь, был крещён в честь Святого Эмерика. Однако мнения расходятся и не существует единого мнения на эту тему.
Есть ещё одна версия, которая объясняет происхождение названия: Америка получила своё название по имени Ричарда Америке, зажиточного купца из Бристоля, который финансировал вторую трансатлантическую экспедицию Джона Кабота. Кабот достиг берегов Лабрадора в 1497 году (на два года раньше Веспуччи) и назвал новооткрытые земли в честь главного спонсора экспедиции.

### Название на русском языке
Хронограф «Хроника всего света» Марцина Бельского (1554), рукописно переведённый на русский язык в 1584 году, содержит первую на этом языке ссылку на путешествие итальянца по рождению из «Еновы» (Генуи) Колумбуса и первое употребление слова «Америка» как названия «великого острова», открытого во время путешествия неким «ишпаном» по имени «Алберикус веспузиус». Полностью запись в «Хронике всего света» гласит: «О походе амъмерикуса Веспуцыа: Амъмерикус прозван именем от великого острова амъмерика, атот остров мошно прозвать за четвёртую часть света: а нашёл тот остров аммерикус веспуцыа».

## Геологическая история
Первоначально Южная (западная Гондвана) и Северная Америка (западная Лавразия) представляли собой различные континенты, которые объединились только 8 миллионов лет назад в районе Панамы.

## История
Америка была впервые заселена людьми из Азии где-то в промежутке между 42 и 14 тыс. лет назад (см. Заселение Америки).
Волна миграции эскимосов / инуитов за несколько тысячелетий до н. э. была последней из числа коренных американских народов (по сложившейся традиции они, за исключением эскимосов и алеутов, носили данное им европейцам ошибочное название американских индейцев).
Первыми европейцами, о пребывании которых в Америке нам достоверно известно, были мореплаватели-викинги во главе с Лейфом Эрикссоном. Впрочем, открытие Америки традиционно датировали эпохой Великих географических открытий — 1492 годом, когда экспедиция Христофора Колумба достигла островов Вест-Индии. Европейская колонизация Америки привела к уничтожению ряда доколумбовых цивилизаций, демографической катастрофе индейцев Америки, массовой эмиграции из Старого Света и завозу африканских рабов. В результате открытий и завоеваний различные территории в Америке были разделены между европейскими державами — Испанией, Португалией, Англией, Францией, Нидерландами и Россией.
Ныне подавляющее большинство американских стран являются суверенными государствами. Главными вехами в деколонизации были Война за независимость США 1776—1783 годов, Гаитянская революция 1791—1803 годов, Война за независимость испанских колоний в Америке под началом Симона Боливара 1810—1826 годов и война за независимость Кубы 1895—1898 годов.

## Северная Америка
- Канада
- Мексика
- США

### Североамериканские зависимые территории
- Бермуды (владение Великобритании)
- Гренландия (расширенная автономия Дании)
- Сен-Пьер и Микелон (владение Франции)
- Клиппертон (владение Франции)

## Центральная Америка
- Белиз
- Гватемала
- Гондурас
- Коста-Рика
- Никарагуа
- Панама
- Сальвадор

### Карибский бассейн
- Антигуа и Барбуда
- Багамские Острова
- Барбадос
- Гаити
- Гренада
- Доминика
- Доминиканская Республика
- Куба
- Сент-Винсент и Гренадины
- Сент-Китс и Невис
- Сент-Люсия
- Тринидад и Тобаго
- Ямайка

### Колонии и зависимые территории Карибского бассейна
- Ангилья (владение Великобритании)
- Аруба (владение Нидерландов)
- Бонайре (владение Нидерландов)
- Виргинские Острова (Великобритания) (владение Великобритании)
- Виргинские Острова (США) (владение США)
- Гваделупа (владение Франции)
- Кюрасао (владение Нидерландов)
- Мартиника (владение Франции)
- Монтсеррат (владение Великобритании)
- Острова Кайман (владение Великобритании)
- Пуэрто-Рико (владение США)
- Саба (владение Нидерландов)
- Сен-Бартелеми (владение Франции)
- Сен-Мартен (владение Франции)
- Синт-Мартен (владение Нидерландов)
- Синт-Эстатиус (владение Нидерландов)
- Теркс и Кайкос (владение Великобритании)

## Южная Америка
- Аргентина
- Боливия
- Бразилия
- Венесуэла
- Гайана
- Колумбия
- Парагвай
- Перу
- Суринам
- Уругвай
- Чили
- Эквадор

### Южноамериканские зависимые территории
- Гвиана (владение Франции)
- Фолклендские острова (владение Великобритании)
- Южная Георгия и Южные Сандвичевы Острова (владение Великобритании)

## Международные организации
- Организация американских государств
- Сообщество стран Латинской Америки и Карибского бассейна
- АЛБА (альянс)
- Амазонский пакт
- Андское сообщество
- Карибское сообщество
- Латиноамериканская ассоциация интеграции
- Меркосур
- Организация Восточно-карибских государств
- Панамериканский союз
- Тихоокеанский альянс
- Группа Рио
- Союз южноамериканских наций